# 가좌동 (인천)
가좌동(佳佐洞)은 대한민국 인천광역시 서구에 위치한 법정동이다. 주거지역과 준공업지역으로 구성된 복합지역이며, 중소기업 및 소규모 제조공장이 밀집한 공업지역이 전체면적의 85%를 점유하고 있다. 가좌2동은 가좌초,가정초,가림초,가림고등이 있다.

## 개요
예전 “개건너” 지역인 가좌동은 부평군 모월곶면 가좌리로 1914년 부평군 석곶면과 통합되어 부천군 서곶면이 되었다. 1940년 인천부에 편입되어 천간정이 되었으며, 1946년 가좌동이 되었다. “가마굴”, “능안”, “건지골”, “살구지”, “네집네” 같은 자연부락이 있으며 가좌1,2,3,4동의 행정동으로 이루어져 있다. 1980년대 당시, 전국의 동 단위 지역에서 인구수가 가장 많은 곳으로 자리매김되어 온 것으로 조사되었다.

## 연혁
- 2001년 주민자치센터 건립
- 1995년 인천광역시 서구 가좌1동으로 행정구역 변경
- 1988년 인천직할시 서구 가좌1동으로 행정구역 변경
- 1985년 인천직할시 북구 가좌1동으로 행정구역 변경
- 1981년 인천직할시 북구 가좌동으로 행정구역 변경
- 1968년 인천시 북구 가좌동으로 개칭
- 1946년 인천부 가좌동으로 개칭
- 1914년 부천군 서곶면 가좌리

## 법정동
- 가좌동

## 교육

### 1동
- 인천봉화초등학교
- 예화여자고등학교

### 2동
- 인천가림초등학교
- 인천가좌초등학교
- 가림고등학교
- 가좌고등학교

### 3동
- 인천건지초등학교
- 가좌중학교
- 서구도서관

### 4동
- 인천가정초등학교
- 동인천여자중학교
- 가정여자중학교
- 제물포중학교

## 사업

### 가좌1동
- 사조해표 인천공장[2]
- 과거 존속 업체 : 한국미쓰비시엘리베이터

## 보건
인천 가좌동에 코로나19 확진 환자가 의심되는 사례가 있었으나, 이는 사실이 아닌 것으로 결론지었다.

## 주거
- 두산위브트레지움
- 한신휴플러스
- 가재울역트루엘에코시티
- 진주아파트 (1, 2, 3, 4, 5단지)
- 가좌현대아파트
- 가좌범양아파트
- 유영아파트
- 가좌현대3차아파트

## 사건
- 2018년 : 4월 13일, 이레화학에서 화재가 발생, 이 일대의 검은 연기가 인천시내 전체를 뒤덮었으며 부상자는 소방공무원 1명 뿐이다.
- 2019년 : 6월 20일, 가좌동 진주아파트에서 화재가 발생, 25분만에 진화되었으며, 15명의 주민 긴급 대피. 이 사건은 진주 가좌주공아파트 방화 살인 사건과 관련이 없다.